# TVBS
TVBS Media Inc. es una empresa taiwanesa de televisión comercial. Originalmente se creó como una empresa conjunta entre TVB en Hong Kong y ERA Group en Taiwán, pero TVB se hizo con las acciones de Era en la compañía en 2005. Más tarde, TVB vendió todas sus acciones en la empresa a la presidenta de HTC Corporation, Cher Wang. A partir de 2019, TVBS opera cuatro canales nacionales y uno internacional: ¡TVBS, el canal insignia; TVBS News, canal de noticias 24 horas; TVBS Entertainment, que emite series de variedades y drama; TVBS E! (antes TVB8), un canal alternativo disponible en la plataforma CHT MOD IPTV; y TVBS Asia, disponible fuera de Taiwán.